# Гонен, Шмуэль
Шмуэль Гоне́н (ивр. שמואל גונן‎; при рождении Самуил (Шмуэл) Городи́щ (пол. Samuel Gorodiszcz, ивр. שמואל גורודיש‎); 5 апреля 1930, Вильно, Польская Республика — 30 сентября 1991, Милан, Италия) — израильский военачальник. Был командующим Южным фронтом во время войны Судного дня.

## Биография
Родился в 1930 году в Вильно (Польша), в семье торговца Юделя Лейбовича Городища (1875—?) и Рахили Йоельевны Городищ (урождённой Пильник, 1900—?). В 1934 году с семьёй репатриировался в Палестину.
В 14 лет вступил в «Хагану».
Воевал в отрядах «Пальмаха» во время Войны за независимость, был ранен 5 раз.
Затем служил в Армии обороны Израиля в танковом корпусе.
Занимался поставками и освоением танков «Centurion», так же командовал первым батальоном этих танков.
В 1966 году был назначен командиром 7-й бронетанковой бригады «Саар ми-Голан», в качестве которого воевал в Шестидневной войне. С этой бригадой он прошёл от Рафаха в секторе Газа до Суэцкого канала.
С 1968−1972 год являлся командиром 36-й бронетанковой дивизии «Гааш».
С 1972−1973 года командует 143-й бронетанковой дивизией «Амуд ха-Эш».
15 июля 1973 года Гонен сменил Ариэля Шарона и стал командующим Южного военного округа.
Во время Войны Судного дня Начальник израильского Генштаба Давид Элазар сменил командующего Южным фронтом Гонена, поставив на должность Хаима Бар-Лева.
Комиссия Аграната посчитала Гонена виновным в тяжёлом положении на южном фронте.
В 1974 или 1976 году ушёл в отставку и занялся бизнесом в Африке
Умер 30 сентября 1991 года в Милане, Италия.